# The Amazing Elsie Emerald
The Amazing Elsie Emerald è un album degli Amazing Blondel, pubblicato dalla Talking Elephant Records nel luglio del 2010.

## Tracce
Brani composti da Eddie Baird
1. Cool Margarita – 5:03
2. Fools Gold – 3:08
3. Maybe – 4:30
4. Fools Who Try – 3:08
5. Don't Turn Your Back – 2:32
6. High Time – 4:12
7. Next Time – 3:16
8. When I Get Home Tonight – 4:13
9. Here at Last – 3:24

## Musicisti
- Edward Baird - chitarra, mandola, voce, accompagnamento vocale
- Terry Wincott - accordion, arrangiamenti, strumenti a fiato, batteria, flauto, percussioni, pianoforte, programming, recorder, voce, accompagnamento vocale

Ospiti
- John ''Rabbit'' Bundrick - organo hammond, pianoforte
- Darryl Ebbatson - ukulele, voce
- Les Wilson - bouzouki
- Claire Wincott - voce[2]